# セイコーグループ
セイコーグループ株式会社（英: SEIKO GROUP CORPORATION）は、東京都中央区銀座に本社を置くセイコーグループの中心会社である。ブランド名はSEIKOの他複数を保有しており、高級腕時計であるグランドセイコーや高級・宝飾腕時計としてクレドール、セカンドラインとしてデフュージョンブランドALBAをはじめ、ALBAの上級ファッションブランドウォッチであるWIRED、ライセンスウォッチブランドアニエスベーなどを展開している。

## 概要

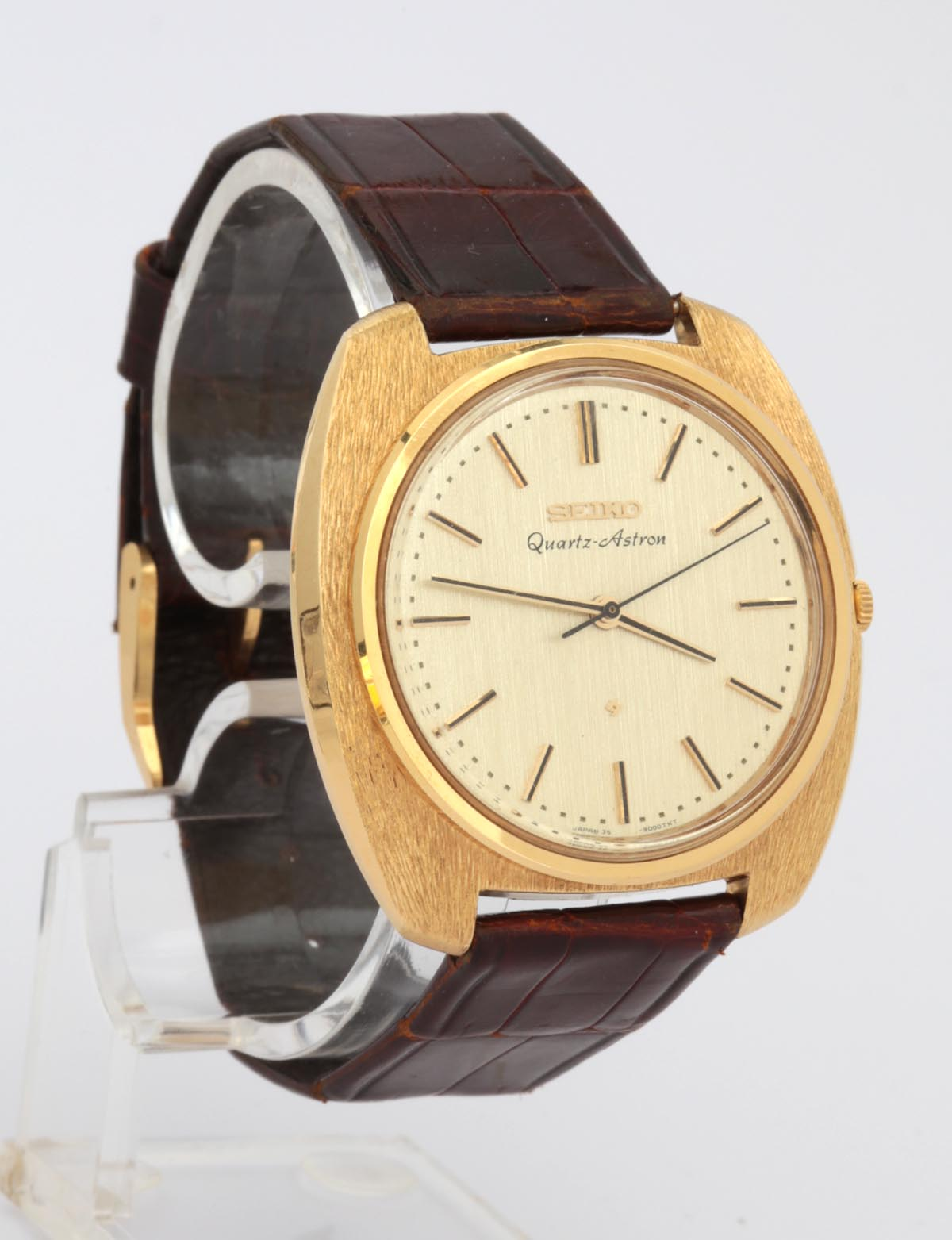
1969年にセイコーが発売した世界初のクオーツウオッチのアストロン。

日本初の腕時計、世界初のクオーツウオッチを製品化し、現在も時計関連で著名な企業である。オリンピックなどの世界大会などで公式スポンサー、オフィシャルタイマーとしてたびたび参加している。
また、日本初の民間放送である中部日本放送(現・CBCラジオ)、同じく日本初の民放テレビ局である日本テレビ放送網において、開局日に流された初のCM（中部日本放送は1951年（昭和26年）9月1日午前7時、日本テレビは1953年（昭和28年）8月28日正午の時報）を出稿したことでも知られている。
戦前・戦後から後楽園球場（1937年（昭和12年） - 1987年（昭和62年））、東京ドーム（1988年（昭和63年） - ）、明治神宮野球場（1980年（昭和55年） - ）と球場のスポンサーになったのを日切りに、スポーツ競技場のタイマーも製作している。
創業以来継続的に、スポーツイベントに計時支援を行っている。世界的に計時支援は、共同出資の別会社に自社ブランドの看板をもたせて支援させる方式（スイス時計メーカー出資のスイスタイミング社など）が普及しているが、セイコーはグループ内の部署に支援させることで技術開発も行うスタイルを維持している。
ちなみに、同社グループの広告・カタログに掲載される時計が示す時刻は、アナログ式が10時8分42秒、デジタル式が10時8分59秒を基準としている。

## 沿革
- 1881年（明治14年）12月 - 服部金太郎が服部時計店を創業し、中古時計を買い取り修繕して売り出す事業を開始。
- 1892年（明治25年）3月 - 時計工場である精工舎を設立し、国産クロックの製造を開始して、精工舎で製造した国産クロックの販売を服部時計店で始める。
- 1896年（明治29年） - 同社初の懐中時計「タイムキーパー20型」を発売（発売を1894年（明治27年）、または1895年（明治28年）とする異説もある）。
- 1917年（大正6年）10月29日 - 会社組織に改め資本金500万円の株式会社服部時計店（英文：K. Hattori & Co., Ltd.）となる。
- 1937年（昭和12年）9月 - 工場精工舎のウオッチ部門が分離独立し、株式会社第二精工舎（現在のセイコーインスツル株式会社）となる。
- 1947年（昭和22年）4月 - 小売部門を分離し、株式会社和光設立。
- 1949年（昭和24年）5月 - 東京証券取引所上場。
- 1959年（昭和34年）5月 - 株式会社第二精工舎の諏訪工場が分離独立し、株式会社諏訪精工舎（現在のセイコーエプソン株式会社）となる。
- 1960年（昭和35年） - 「世界に挑戦する最高級の腕時計を作る」という理念のもと、グランドセイコーを発売。発売価格は25,000円。当時の大卒正社員の初任給の約2倍という高額であった。
- 1964年（昭和39年）10月 - 東京オリンピック公式計時。
- 1969年（昭和44年）12月 - 世界初のアナログクォーツウォッチ アストロン 35SQ[3](諏訪精工舎製)を発売。クォーツショックと呼ばれる時計産業の世界的な変化の引き金となる
- 1970年（昭和45年）11月 - 工場精工舎を分離し、株式会社精工舎を設立。
- 1972年（昭和47年）2月 - 札幌オリンピック公式計時担当。
- 1979年（昭和54年） - 廉価版腕時計ALBAを発売。
- 1983年（昭和58年）8月 - 商号を株式会社服部セイコー（英文：Hattori Seiko Co., Ltd）とする。
- 1988年（昭和63年） - 中断していたグランドセイコーブランドをクオーツ時計で復活させた。
- 1990年（平成2年） - 英文社名をSeiko Corporationとする。
- 1992年（平成4年）7月 - バルセロナオリンピック公式計時担当。
- 1994年（平成6年）2月 - リレハンメルオリンピック公式計時担当。
- 1996年（平成8年）1月 - 株式会社セイコーオプティカルプロダクツを設立し、眼鏡事業を分社。セイコークロック株式会社とセイコープレシジョン株式会社を設立。
- 1996年（平成8年）3月 - 精工舎のクロック事業をセイコークロックに、その他の精密・情報事業をセイコープレシジョンに営業譲渡し、精工舎を分割する。
- 1997年（平成9年）7月 - 商号をセイコー株式会社とする。
- 1998年（平成10年）2月 - 長野オリンピック公式計時担当。
- 1998年（平成10年） - 機械式腕時計でグランドセイコーの製造を再開。
- 2000年（平成12年）6月 - ALBAのプレミアムファッションブランドモデルWIREDが発売。
- 2001年（平成13年）7月 - セイコーウオッチ株式会社を設立し、ウオッチ事業を分社。事業子会社の「セイコーウオッチ」、「セイコークロック」、「セイコープレシジョン」、「セイコーオプティカルプロダクツ」等を統括する持株会社となる。
- 2002年（平成14年）2月 - ソルトレイクシティオリンピック公式計時担当。
- 2007年（平成19年）7月 - 商号をセイコーホールディングス株式会社（英文：Seiko Holdings Corporation）に変更。
- 2009年（平成21年）10月1日 - セイコーインスツルを完全子会社化。
- 2012年（平成24年）6月 - セイコースポーツライフのゴルフ事業（S-YARD）および電気シェーバー（取り替え刃を含む）事業を、それぞれ中国ダイレクトリンク（中国系企業）および泉精器製作所に事業譲渡。
- 2022年（令和4年）10月 - 商号をセイコーグループ株式会社（英文：Seiko Group Corporation）に変更[4]。

## セイコーグループ

### グループ概要
セイコーグループ（旧・服部時計店～服部セイコー～セイコー～セイコーHD）は、セイコーインスツル(以下SII)、セイコーエプソン(以下エプソン)とともにセイコーグループ中核3社といわれていた。中核3社とその子会社が、腕時計事業を中心に協力関係にあり、セイコーグループを構成する。SIIとエプソンは、服部時計店の製造部門であった精工舎を源流とする。両社は服部家が大株主になっていたが、セイコー本体との直接の資本関係は薄く子会社ではなかった。いわゆる「兄弟企業」であった。
セイコーグループは、服部時計店の時代から、腕時計の開発・設計・製造をSII（旧 セイコー電子工業（第二精工舎））とエプソン（旧 諏訪精工舎）に委託しており、店（販売営業部門）と工場（製造開発部門）という関係だった。
セイコーインスツル株式会社
電子デバイス、情報・通信機器等
創業来、2020年まで国内および海外の子会社（盛岡セイコー工業など）でセイコーウオッチ向け腕時計の一貫生産および材料・部品の製造を行っていた。服部家を大株主とする非上場企業であったが、2009年（平成21年）10月1日をもってセイコーHD（当時）の完全子会社となり、セイコーHDグループ（SHDグループ）の一員となった。千葉市美浜区にあるSII幕張本社ビル（2014年に売却、現在は賃貸）には「SII」のロゴが掲げられていたが、2015年より「SEIKO」ロゴに変更された。2020年4月にウオッチ事業をセイコーウオッチに移管した。
セイコーエプソン株式会社
プリンタ等電子デバイス（2022年3月31日現在、セイコーグループの出資は3.46%）
略称は「エプソン」であるが、前身の諏訪精工舎および同社の子会社のエプソン（旧信州精器）の合併会社であること、セイコー向けウオッチの開発・製造を継続していることから、引き続き社名に「セイコー」を使用している。以前は本社（長野県諏訪市）および一部の事業所に「SEIKO」「EPSON」両方のロゴが掲げられていたが、後に全て「EPSON」に変更された（ただし、ウオッチの開発・製造を担当する塩尻事業所（長野県塩尻市）は引き続き「SEIKO」ロゴも掲げている）。電子機器・情報関連機器メーカーとして大きく発展を遂げており、売上高や株式時価総額など企業規模はセイコーグループの10倍近くである。2003年（平成15年）の株式公開（東証１部上場）後も服部家の個人および資産管理会社が同社の大株主に名を連ねており、経営に対して一定の影響力を有している。2011年度まで同社の副会長ポストには服部家出身者がついていた。

### 事業子会社
セイコーグループは、2001年（平成13年）から持株会社制に移行しており、各事業は事業子会社が行っている。
- ウオッチ事業（腕時計）
  - セイコーウオッチ株式会社（腕時計の企画・開発・製造・販売）
    - 盛岡セイコー工業株式会社
    - 高級ウオッチの開発・設計・製造の一部は、グループ外のセイコーエプソン株式会社塩尻事業所に委託している。

  - セイコーネクステージ株式会社（ALBAブランドおよび著名ブランドのライセンスウオッチの企画・販売）
  - セイコータイムラボ株式会社（腕時計の修理・部品販売）
  - 株式会社クロノス（時計・宝飾・眼鏡の小売）
- クロック事業（置時計）
  - セイコータイムクリエーション株式会社（旧セイコークロック株式会社、旧精工舎）
- 電子デバイス事業
  - セイコープレシジョン株式会社（旧精工舎、電子デバイス、プリンターなど、2020年2月解散）
  - セイコーNPC株式会社（半導体）
  - セイコーインスツル株式会社（旧第二精工舎、メカトロニクス、電子デバイス、情報システム機器、科学機器など）
- システムソリューション事業
  - セイコーソリューションズ株式会社（システムソリューション、および車載用通信モジュールの製造）
- 眼鏡事業
  - セイコーオプティカルプロダクツ株式会社（セイコーグループとペンタックスグループの眼鏡レンズ販売事業を統合。2004年（平成16年）1月1日設立。SEIKOおよびPENTAXの両ブランドを活用した商品展開を行っている。持分法適用関連会社。セイコーグループとHOYA株式会社がそれぞれ50%の議決権を所有）
- その他の事業
  - 株式会社和光（高級装飾品等の小売）
  - セイコータイムシステム株式会社（設備時計、スポーツ計時計測機器など）
  - 株式会社オハラ（光学ガラス、東証1部 5218、持分法適用関連会社、セイコーグループが41.11%の議決権を所有）
  - 京橋起業株式会社（不動産賃貸、有価証券の所有・管理）
  - 株式会社白河エステート（不動産賃貸、有価証券の所有・管理）
  - ヒューマンキャピタル株式会社（グループ各社に対する事務代行サービスと人材派遣）

### 経営
創業当初は、服部一族による家業経営が行われてきた。セイコー創業者は服部時計店を興した服部金太郎であり、時計製造の精工舎も起業した。長男の玄三が二代目社長で、懐中時計や腕時計を製造する別会社の第二精工舎を発足。二男の正次が三代目社長を務め、四代目社長に玄三の長男の謙太郎、五代目社長に二男の礼次郎が就いた。
六代目社長は吉村司郎であり、服部一族以外の人が社長に就いた。七代目は関本昌弘、八代目は井上仲七、九代目は村野晃一である。
2006年（平成18年）、電子部品会社・セイコーインスツルの会長兼社長代行を務めていた服部純市（謙太郎の長男）が取締役会の緊急動議で解任された。
2010年（平成22年）までに、労働組合の調査などで、名誉会長である礼次郎と取締役の鵜浦典子（2002年（平成14年）より和光取締役、2007年（平成19年）よりセイコー取締役）が和光本館周辺に新たに店を出す「和光スクエア構想」を単独で進めるために、多額の不動産を取得していたことが発覚する。これを背任として、労組は経営陣に対する株主代表訴訟の手続きに入った。経営側も実態を調査し、社外取締役・原田明夫（元検事総長）が「刑事事件、民事事件の事件になりかねない」と判断、2010年（平成22年）4月30日の取締役会で緊急動議を発動。その場で礼次郎、鵜浦を和光の役職から解任すると同時に、「両氏の専横を止められなかった」として村野晃一をセイコーホールディングス会長兼社長の役職から解任。後任に謙太郎の次男で礼次郎の養子である副社長の服部真二が昇格、村野の解任と自身の新社長就任を自ら発表した。これらについて産経新聞は、「オーナー一族による会社の私物化が、上場企業としての企業統治（ガバナンス）をマヒさせた」と報じた。労働組合「セイコーグループユニオン」に対してパワーハラスメントや左遷人事の訴えがあり、組合長の中村昇造は「退職や鬱病になった被害者は報告されただけで50人を超える」としている。

## 歴代社長
| 代 | 氏名       | 在任期間        | 出身校                           | その他 |
| -- | ---------- | --------------- | -------------------------------- | --- |
| 初 | 服部金太郎 | 1881年 - 1934年 | 青雲堂                           | 創業者。貴族院勅選議員 |
| 2  | 服部玄三   | 1934年 - 1946年 | 東京高等商業学校（現・一橋大学） | 創業者金太郎の長男 |
| 3  | 服部正次   | 1946年 - 1974年 | 慶應義塾大学経済学部             | 創業者金太郎の次男。経団連理事・藍綬褒章受章                                                                                         |
| 4  | 服部謙太郎 | 1974年 - 1983年 | 慶應義塾大学経済学部             | 2代目社長玄三の長男 経済史学者、1950〜1951年慶應義塾大学経済学部副手、1951〜1953年同助教授 社長退任後は取締役会長（1987年 死去まで） |
| 5  | 服部禮次郎 | 1983年 - 1987年 | 慶應義塾大学経済学部             | 2代目社長玄三の次男。社長退任後、第9代目まで会長。10代目から名誉会長（2013年 死去まで）                                              |
| 6  | 吉村司郎   | 1987年 - 1991年 | 慶應義塾大学経済学部             | - |
| 7  | 関本昌弘   | 1991年 - 1997年 | 慶應義塾大学法学部               | - |
| 8  | 井上仲七   | 1997年 - 2001年 | 慶應義塾大学経済学部             | - |
| 9  | 村野晃一   | 2001年 - 2010年 | 慶應義塾大学経済学部             | 詩人村野四郎の長男。 |
| 10 | 服部真二   | 2010年 - 2012年 | 慶應義塾大学経済学部             | 4代目社長謙太郎の次男。5代目社長禮次郎の養子。2012年10月1日から代表取締役会長兼グループCEO。藍綬褒章受章                             |
| 11 | 中村吉伸   | 2012年 - 2021年 | 慶應義塾大学工学部               | - |
| 12 | 高橋修司   | 2021年 -        | 早稲田大学理工学部               | - |

## 腕時計の製品・ブランド

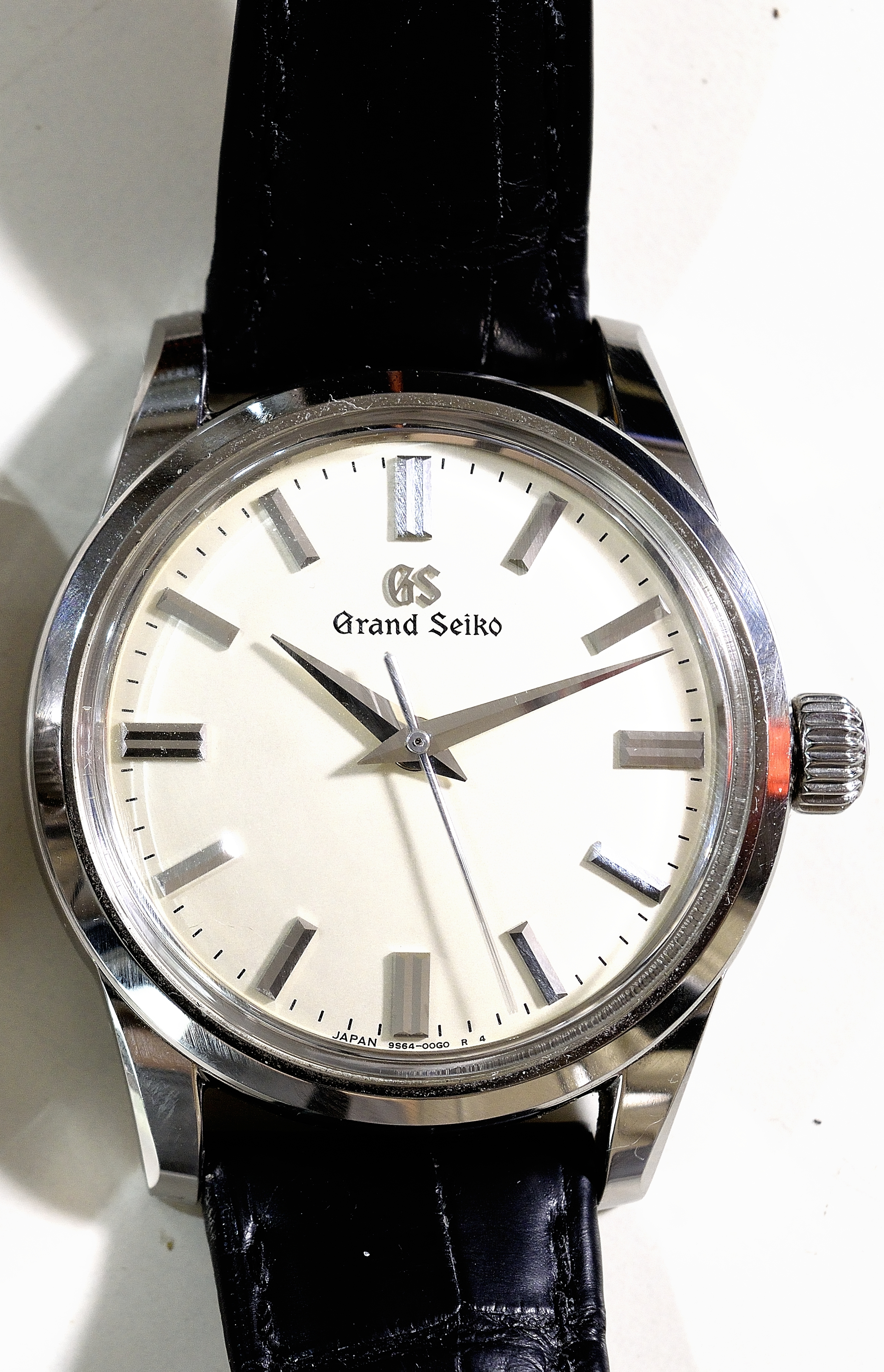
グランドセイコー（新ロゴ）
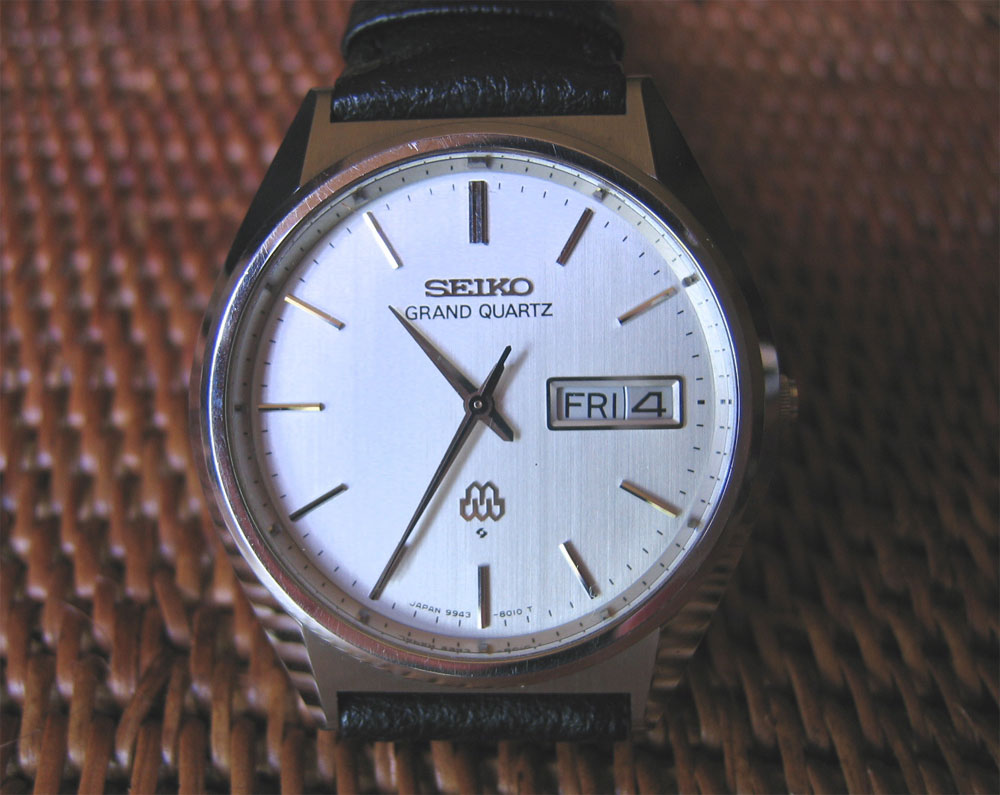
セイコーグランドクォーツ
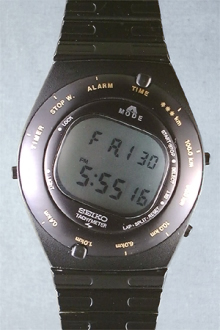
ジョルジェット・ジウジアーロ
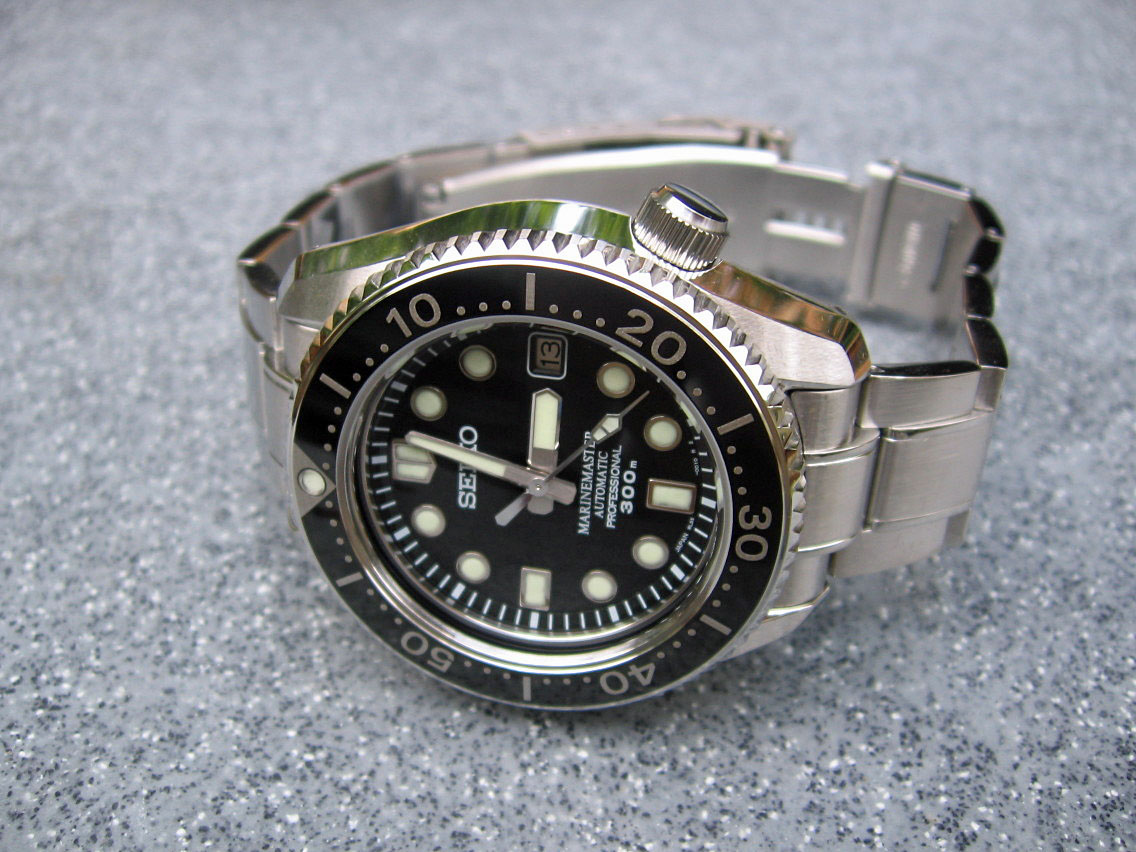
マリンマスターSBDX001

### 自社ブランド
- グランドセイコー
- キングセイコー
- クレドール
- ガランテ
- アストロン
- セイコーファイブ
- プレザージュ
- ルキア
- ブライツ
- スピリット
- ドルチェ&エクセリーヌ
- ティセ
- メカニカル
- セイコープルミエ
- セイコー・スペクトラム
- ワイアード
- アルバ

- プロスペックス 「走」スーパーランナーズ、「海」「陸」など
- ソーマ （セイコーインスツル→2013年7月、ライセンス契約のアシックスウォッチとともにセイコーネクステージへ事業を移管

→アシックスとともに、プロスペックス・スーパーランナーズと同じセイコーウオッチへと統括される）
グランドセイコー、クレドール、ワイアード、アルバ、ソーマを除く製品の文字盤にはSEIKOのロゴが入る。

### ライセンスブランド
- アニエスベー
- マッキントッシュ フィロソフィー
- カバンドズッカ
- ミッシェル クラン
- アナスイ
- イッセイ ミヤケ
- ツモリ チサト
- ジル スチュアート

- アシックス（セイコーインスツル→2013年7月にセイコーネクステージへ事業を移管→2016年にセイコーウオッチへ統括される）

（アシックスとのライセンス契約前の2000年代はナイキのライセンスでセイコーインスツルが製造・販売）

### 販売終了した過去のブランド
- クオーツアストロン
- スーパー
- ユニーク
- マーベル
- ロードマーベル
- ローレル
- クロノス
- クラウン
- ゴールドフェザー
- チャンピオン
- ライナー
- スポーツマン
- スーペリア
- スカイライナー
- ディズニータイム
- セイコーマチック
- スポーツマチック
- マチックシルバーウェーブ
- マチックウィークデータ
- マチックスリム
- スポーツマチック5
- ワールドタイム
- ロードマチック
- プレスマチック
- 5スポーツスピードタイマー
- 5アクタス
- タイムソナー
- セイコーソーラー
- セイコーエンジェル
- セイコービーナス
- セイコーバーディー
- サルビア
- ベルフィーナ
- レディセイコー
- ファインセイコー
- クイーンセイコー
- ハーモニー
- スポーツレディ
- マチックレディ
- コーラス
- シャリオ
- ソシエ
- モナ
- トモニー
- タイプⅡ
- ジョイフル
- ホワイト
- セイコーブレスレット
- エルニクス
- アベニュー
- デジボーグ
- サス (SUS)
- シルバーウェーブ（100ｍ防水または10気圧防水のモデルには文字盤には“ Silver Wave”が表示されていた）
- ハイブリッド（アナログとデジタルが一緒になったコンビネーションモデルで、シチズンのアナデジに対抗して販売されたモデル。一部のモデルはオークションでは高値で取引されている）

## CM

### 日本最初のラジオCM（時報）
日本最初のラジオCM（時報）は、当時の精工舎の午前7時の時報であった。1951年（昭和26年）9月1日に本放送開始直後のCBCラジオで放送された。
その内容は、精工舎からCBCに提供された時計の予報音楽（「チンカラコンカラ」というようなリズミカルな音）に続いて通知音が鳴り、「精工舎の時計が、ただ今、7時をお知らせしました」というものだった。

### 日本最初のテレビCM
日本最初のテレビCMも、当時の精工舎の時報であり、1953年（昭和28年）8月28日に本放送開始当日の日本テレビで放映された。当時の放送関係者の証言によると放送機材の操作に慣れていなかったため、フイルムが裏返しだったので音がまったく出ず、音なしの状態で30秒間放送された（いわゆる放送事故）。当時のフィルムの場合、映像の横に音を再生するためのサウンドトラックがあり、フィルムが逆向きになると音が再生されなかった。なお、時報音はフィルムと関係なく挿入されたため正確に出た。
この放送事故については、「3秒で放送中止となった」ということが定説とされていたが、これは間違いである。
ちなみに、同日の午後7時の時報は無事に放映され、これが現存する日本最古のテレビCMである。翌日の正午、テレビCM第1号になるはずだった正午の時報も無事に放映された。

#### 内容
午後7時の時報編
右上に「JOAX-TV」「日本テレビ」の字、中央に精工舎の社章と英字ロゴタイプが表示され、「こちらは日本テレビでございます」と女性のナレーション。社章とロゴが「精工舎の時計」というテロップに変化する。
ニワトリが置き時計（コメットフラワー）のゼンマイを巻くアニメーションが流れる。同時に「時計のゼンマイは、一定の時刻に静かに一回お巻き下さい」とナレーション。ゼンマイを巻いたニワトリが時計の文字盤と顔を合わせると、文字盤が顔に変わって笑顔で笑う。
最後に時報メロディ「時計の歌」が流れ、「精工舎の時計が7時をお知らせ致します」というナレーションと共に、7時を指している精工舎の時計が次々と映されて（最後は銀座和光の時計台）締め括られる。
午後7時の時報は後にTBSテレビに移り、1984年9月30日まで続いた。TBSテレビで放映されたものは、通常のスポットCMに7時の場所に赤色で点滅するランプが設置されている、ブルーバックのアナログ時計が7時を指すまで映るものであった（ナレーターは城達也）。なお通常のスポットCMは当社の製品だが、当社提供の年越し番組『ゆく年くる年』（後述）が放送される1週間前からは同番組の宣伝に変更された。
正午の時報編
7時編と同じく中央に社章・英字ロゴタイプが表示され「こちらは日本テレビでございます」とナレーション。社章・ロゴが「時計はセイコー」というテロップに変化する。
ラジオの上に置き時計が置かれている映像が映され「時計をラジオやテレビの上に置かないように致しましょう」とナレーションが入る。
次にテレビの内蔵部品が映され「ラジオやテレビは磁気を帯びている為、時計の時刻が磁気によって不正確になる」といった内容を実験映像やナレーションで解説する。
最後に時報メロディ「時計の歌」が流れ、「精工舎の時計が正午をお知らせ致します」というナレーションと共に、正午を指している精工舎の目覚まし時計を映しながら「精工舎の目覚時計」のテロップで締め括られる。

## 提供番組
- ゆく年くる年（全民放テレビ局同時ネット） - 1956年（昭和31年）-1988年（昭和63年）まで提供[注 4]。2008年（平成20年）には、TOKYO FM制作・JFN系列の民放FM各社においてラジオ番組として復活。
- コント55号の出ずっぱり90分（フジテレビ） - 1969年12月31日。当時『ゆく年くる年』を放送しなかった（放送するのは2年後の1971年(昭和46年)から）フジテレビが単独で製作した、コント55号メインの年越しバラエティ番組。
- ミクロイドS（NETテレビ） - 1973年（昭和48年）に放送された一社提供アニメ。冠協賛題名「セイコー・プレイハウス」が付いており、オープニングキャッチも存在した。なお前番組の『デビルマン』および次番組の『キューティーハニー』も同様かは不明。原作タイトルはミクロイドＺだったが、Ｚがライバル会社のCITIZENを連想させるとSEIKO側からクレームがつき、タイトルがミクロイドＳに改題された。
- セイコーホームシアター"S"（NETテレビ→テレビ朝日） - 一社提供の海外ドラマ枠。『ロックフォードの事件メモ』などを放送。
- サウンド・イン"S"（TBS） - 一社提供の音楽番組。1974年（昭和49年）-1981年（昭和56年）。なお2014年（平成26年）9月28日には復活特番『サウンド・イン"S" 音楽のじかん』を放送したが、この時も一社提供だった。また、2015年4月より月1回、第3土曜限定で『未来へつなぐ。土曜スタジアム』前半枠の一つとして新たに放送されるようになった（その後毎週土曜18時30分からの放送に変更。新作は土曜スタジアムから踏襲し第3土曜のみ）。
- 別府大分毎日マラソン
- SEIKOワールドドキュメント（日本テレビ） - 一社提供。
- SEIKOグルメワールド 世界食べちゃうぞ!!（日本テレビ） - 一社提供。
- TIME is LIFE〜トキメキの時〜（BS-TBS） - 一社提供
- 松下奈緒 Sound Story（TOKYO FM）- 一社提供
- JET STREAM（TOKYO FM制作・JFN系列38局フルネット）-日本航空との2社提供（2012年10月 - 2018年3月）。
- SEIKO SOUND STORAGE（J-WAVE）- 一社提供
- SEIKOプロ野球フラッシュ “ニッポン放送ショウアップナイター最前線”（ニッポン放送）
- SEIKO ハロー!ミュージック・シティ（東海ラジオ）- 1977年度[注 5]と1978年度[注 6]のナイターオフ期間中に、（東海ラジオを含む）全国9局ネットで放送[13]
- Grand Seiko THE NATURE OF TIME（TOKYO FM）- 一社提供

## 広告出演者
現在
- 大谷翔平 - ASTRON BRIGHTZ
- 天海祐希 - グランドセイコー（レディスモデル）
- 綾瀬はるか - LUKIA（2014年9月～）
- ノバク・ジョコビッチ - ASTRON・PRESAGE・PREMIE（日本を除く全世界、但しPRESAGE・PREMIEは日本を含めたアジア地域を除く全世界）

過去
- 坂本龍一 - アルバ
- 松田聖子 - アルバ
- チェッカーズ - アベニュー
- 男闘呼組 - アベニュー
- ダルビッシュ有 - ASTRON
- 武藤嘉紀- BRIGHTZ・PRESAGE
- 菅野美穂 - LUKIA（2008年～2010年）
- 黒木メイサ -  LUKIA（2011年2月～2012年9月）
- 武井咲 - LUKIA（2012年10月～2014年8月）
- 佐々木希 - TISSE

など